# 終端少女
終端少女（英語：Computer Terminal Girls），是由李春魚於2018年冬季提出並主導的電腦萌擬人化為主題的企畫。輕小說由啞鳴與甜咖啡、小鹿編寫。參與企畫的畫師有muZ、仙界大濕、迷子燒、青空坊、佐維爾、Aki、森蘿萬幼、手刀葉、仙貝、獅子和背包的相處集、伽紅素、九歲、地方的哭逼有了繪版、背包、戰部露、SIBYL、oyk、Vardan、桐櫻、兔姬、小維、佩喵，角色配音由嗓音不甜也有春天負責。全員畢業。

## 角色介紹

### 使用者

#### USER[6]
聲：徐偉翔
　　終端少女們的使用者，終端少女們都會占用、花費USER的大量資源而感到煩惱。

### 終端少女

#### 平平子[7]
出廠日期：4月2日／星座：牡羊座／身高與體重（充電時）：［5.9毫米／633公克］／身高與體重（吃飯時）：［144公分／39公斤］／聲：連思宇
　　為「平板電腦」的擬人化。
　　一位擁有純白頭髮，頭髮兩邊皆有綁上WIFI符號髮飾的少女，個性喜怒無常、管家婆、心軟，經典的傲嬌少女。USER熬夜排隊搶購到的，因為USER的喜歡而寵溺出驕縱的脾氣，但是會謹守自己的本分，二十四小時不關機。對自己的「飛機場」感到自卑。管家婆性格，常說「我不管了啦！」，卻仍然提供全面服務，是個十分了解USER的人。由於臉部辨識解鎖系統的關係善於記憶和辨識人臉，此外USER只要跟平平子握手，就可以透過指紋辨識爆出USER的詳細資料和指紋。
　

#### 競兒[8]
出廠日期：7月24日／星座：獅子座／身高與體重（充電時）：［4.75公分／4.7公斤］／身高與體重（吃飯時）：［167公分／49公斤］
　　為「電競筆電」的擬人化。
　　一位右眼帶著眼罩的少女，全身充滿中二的氣息，不管是個性和外表都非常中二，好勝心極強，個性又急躁，喜歡朋友和外接顯示卡，非常不喜歡輸，也討厭挖礦。平平子為了讓USER挖礦，透過網購將競兒購買回家，是象徵強大、好勝、新潮又拉風的終端少女，與「主姬」是競爭關係。競兒是位刀子嘴豆腐心的人，也是十分中二的完美主義者，與USER在遊戲中共進退，不允許一絲缺陷、做什麼事都講求快速，對於不完美之人罵說是「死銅牌」，個性也十分臭屁、目中無人，常常獨來獨往，不過內心卻很想跟其他終端少女親近，但是又會不小心說出臭屁的話，讓他十分懊悔。喜歡講中二的詞彙，通常都會加在自己的名字裡作為前綴。

#### 書書[9]
出廠日期：4月25日／星座：金牛座／身高與體重（充電時）：［43公分／8公斤］／身高與體重（吃飯時）：［158公分／47公斤］／聲：林沛笭
　　為「文書電腦」的擬人化。
　　USER最早擁有的終端少女，在當時的電腦配備是十分高級的，幫助USER度過創作低潮、熬夜打報告、查看榜單……等歲月，與USER的感情最深。因為老舊的關係，十分的無能且蠢呆又遲鈍，對自己比不上別人的效能十分自卑。本身能運作和開機都已經是一種奇蹟，曾經一度無法開機，還好只是開關老舊氧化，因此USER幫他買了個中古機殼，才得以開機。非常喜歡玩接龍和看著螢幕保護程式發呆，也喜歡睡覺。是USER靠打工買進來的第一台電腦，但隨著科技的日新月異和時間的流逝，她的機齡也將到達報廢的程度，因此她都會裝作自己很堅強，防止自己報廢，但都沒法如願以償，反而拖USER的後腿。

#### 主姬[10]
出廠日期：11月9日／星座：天蠍座／身高與體重（充電時）：［47公分／14.8公斤］／身高與體重（吃飯時）：［164公分／48公斤］
　　為「桌上電腦」的擬人化。
　　一位身穿典雅衣服，渾身優雅氣息的終端少女。個性也非常熱心、和藹，但是也同時擁有腹黑的個性，曾經差點將平平子賣掉，或是在跟競兒比試的時候整她。喜歡笑、追劇、喝下午茶USER討厭甚麼就討厭甚麼，面對USER都表現出正宮的氣質，從未爭寵，只做好自己該做的事。主姬是台十分神祕的電腦，很少人知道她的典雅衣服裡面的高效能配件。原本USER是要將主姬買來取代書書，不過主姬相當敬重書書這位前輩，並與她義結金蘭成為姊妹，雖然身為妹妹，不過都是主姬挺身保護書書，因為看到書書就宛如看見未來的自己，讓她十分的徬徨和恐懼。

#### 茉寶[11]
出廠日期：2月2日／星座：水瓶座／身高與體重（充電時）：[8.3毫米／194公克]／身高與體重（吃飯時）：[115公分／19公斤]
　　為「手機」的擬人化。
　　天才幼童，是平平子的妹妹，因年紀尚小，不長於談，所以對話時普遍使用智慧型助理Xili來幫助對話，是許多終端少女們畏懼的存在，只因為怕她將其他終端少女陪USER的時間全都佔去，但是她本人並不在乎，她只在意眼前的姊姊平平子而已。對許多事物沒有安全感，當害怕時就會拉著平平子的衣角尋找安全感，飲食方面非常偏食，只喜歡吃蘋果。

## 出版書籍

### 同人誌輕小說[12]
| 標題                                | 販售活動        | 販售時間      | 作者   | 插畫   | 出場角色                       |
| ----------------------------------- | --------------- | ------------- | ------ | ------ | ------------------------------ |
| 《終端少女－您的主姬已過熱》        | FancyFrotier 33 | 2019年2月16日 | 啞鳴   | 手刀葉 | USER、平平子、競兒、書書、主姬 |
| 《終端少女－在座的電腦全都有病》    | Petit Fancy 30  | 2019年5月18日 | 甜咖啡 | 手刀葉 | USER、平平子、競兒、書書、主姬 |
| 《終端少女－我當機起來連自己都怕》  | FancyFrotier 34 | 2019年7月27日 | 小鹿   | 小維   | USER、平平子、競兒、書書、主姬 |
| 《終端少女－我當機起來連自己都怕2》 | FancyFrotier 35 | 2020年2月1日  | 小鹿   | 小維   | USER、平平子、競兒、書書、主姬 |

### 輕小說
| 標題                   | 尖端出版社   | 尖端出版社         | 作者   | 封面人物 |
| 標題                   | 發售日期     | ISBN               | 作者   | 封面人物 |
| ---------------------- | ------------ | ------------------ | ------ | -------- |
| 《終端少女～Recharge》 | 2019年8月1日 | ISBN 9789571086255 | 月亮熊 | 書書     |

### 同人誌畫冊
| 標題                           | 販售活動        | 販售時間      | 作者                                                                                                 |
| ------------------------------ | --------------- | ------------- | --- |
| 《終端少女－白日夢調色盤》     | FancyFrotier 33 | 2019年2月16日 | muZ、仙界大濕、迷子燒、青空坊、佐維爾、Aki、森蘿萬幼、手刀葉、仙貝、獅子和背包的相處集、伽紅素、九歲 |
| 《終端少女－生活觀察記錄》     | Petit Fancy 30  | 2019年5月18日 | muZ、九歲、手刀葉、仙界大濕、地方的哭逼有了繪版、伽紅素、背包、戰部露                                |
| 《終端少女－甜蜜家庭日記》     | FancyFrotier 34 | 2019年7月27日 | SIBYL、muZ、oyk、Vardan、佐維爾、桐櫻、森蘿萬幼、手刀葉、兔姬、小維、獅子和背包的相處集、九歲        |
| 《終端少女－如果有妹妹就糟了》 | FancyFrotier 35 | 2020年2月1日  | Aki、Zelitto、oyk、手刀葉、小維、獅子和背包的相處集、伊幽、雁冰、佩喵、浣狸、希宇、NOHO              |

### 同人誌漫畫
| 標題                     | 販售活動       | 販售時間      | 作者       |
| ------------------------ | -------------- | ------------- | ---------- |
| 《警告！平平子過度耗電》 | Petit Fancy 31 | 2019年11月2日 | 小維       |
| 《茉寶洗香香》           | Petit Fancy 32 | 2020年7月4日  | 小維、啞鳴 |

## 相關作品

### 原創歌曲
| 上傳日期      | 歌名        | 演唱   | 備註                                |
| ------------- | ----------- | ------ | ----------------------------------- |
| 2023年7月24日 | Starry Days | 平平子 | 2022高雄駁二動漫祭「虛/實VT演唱會」 |

## 外部連結
- 《終端少女》電腦擬人計畫官方網站（李春魚個人頁） （页面存档备份，存于）
- 《終端少女》電腦擬人計畫臉書粉絲團
- 《終端少女》電腦擬人計畫推特帳號
- 平平子 PADKO的X（前Twitter）
- YouTube上的Padko ch. 平平子頻道